# Alexander Jeremejeff
 (décembre 2017).
Alexander Jeremejeff, né le 12 octobre 1993 à Kungsbacka en Suède, est un footballeur international suédois qui évolue au poste d'avant-centre au Panathinaïkós.

## Biographie

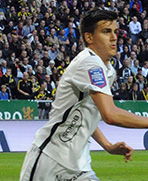
Jeremejeff avec le BK Häcken en 2015

Né à Kungsbacka en Suède, Alexander Jeremejeff est notamment formé par l'Örgryte IS.
Entre 2011 et 2012, il fait quelques apparitions sporadiques en Division 3 suédoise avec le club d'Örgryte IS. 
En 2013, il joue dans la même catégorie mais avec le maillot de Qviding, avec lequel il affiche 14 buts en 21 matchs[réf. nécessaire]. Le BK Häcken, un club de première division, décide alors de l'acheter. En 2014, il inscrit avec cette équipe trois buts en première division. Lors de l'avant-dernière journée de championnat contre Gefle, il subit une fracture de la jambe droite, ce qui l'affectera lors des premiers jours du championnat suivant. De plus, une déchirure de la cuisse le tient à l'écart tout au long du mois d'août 2015[réf. nécessaire]. Il inscrit six buts en première division en 2015 avec Häcken.
Jeremejeff commence le championnat 2016 à Häcken, mais il est acheté par le Malmö FF au cours du mois de juillet, club avec lequel il signe un contrat valable jusqu'à la fin de la saison 2019[réf. nécessaire].
Le 31 décembre 2020, il s'engage pour trois saisons en faveur du BK Häcken, où il avait déjà évolué entre 2018 et 2019.

## Palmarès

### En club
- Malmö FF
  - Champion de Suède en 2016 et 2017[2]

- BK Häcken
  - Vainqueur de la Coupe de Suède en 2016[2]